# Qualité nutritionnelle
La qualité nutritionnelle c'est la capacité d'un aliment à répondre aux besoins journaliers. Elle est importante car selon le mode de nutrition d'une personne, elle peut engendrer des maladies telles que l'obésité, le diabète, l'hypertension, le cancer... C'est pourquoi l'OMS a fixé des objectifs comme faire des efforts physiques, réguler correctement notre nutrition et alimentation. Elle a recommandé à la population :  
- “Équilibrer l’apport énergétique pour conserver un poids normal[3] ;
- Limiter l'apport énergétique provenant de la consommation de graisses, réduire la consommation de graisses saturées et d'acides gras trans pour privilégier les graisses non saturées[3] ;
- Consommer davantage de fruits et légumes ainsi que de légumineuses, de céréales complètes et de fruits secs[3] ;
- Limiter la consommation de sucres libres[3] ;
- Limiter la consommation de sel (sodium), toutes sources confondues, et veiller à consommer du sel iodé[3].” (OMS, 2021)

En 2017, une application nommée “Yuka” est lancée, elle sert à scanner les produits alimentaires et cosmétiques afin de nous indiquer leur qualité et composition. En 2019, le nutri-score est appliqué sur tous les produits industrielles et non industrielles ainsi la population peut connaître la qualité de chaque produit.

## Les catégories d'aliments
On peut regrouper dans une même catégorie les aliments qui présentent une parenté biochimique, une composition en nutriments voisine ou des modalités de production semblables.
7 catégories d'aliments peuvent donc être envisagées : 
- La viande, le poisson et les œufs
- Les produits laitiers
- Les matières grasses
- Les fruits et légumes
- Les céréales et les légumineuses
- Les sucres et produits sucrés
- Les boissons

### La viande, le poisson, les œufs
Cette catégorie d'aliments contient principalement des protéines, des minéraux (du fer pour la viande et le jaune d'œuf et de l'iode pour le poisson), des vitamines (B pour tous les aliments de la catégorie et A pour le foie et le jaune d'œuf), des lipides et du cholestérol. Elle ne contient par contre pas de calcium ni de vitamine C.

### Les produits laitiers
Cette catégorie d'aliments contient principalement des protéines, du calcium, des vitamines (B2 pour tous les aliments de cette catégorie, A et D pour les produits non écrémés), des lipides et du cholestérol. Elle ne contient par contre pas de fer ni de vitamine C.

### Les matières grasses
Cette catégorie d’aliments contient principalement des acides gras essentiels (de l’acide linoléique et de l’acide α-linolénique) et des vitamines liposolubles (D, A et E), elle ne contient par contre pas d’élément minéral. Du fait de sa richesse en acides gras essentiels, il s’agit d’une source d’énergie importante.

### Les fruits et légumes
Cette catégorie d’aliments contient principalement des fibres, des minéraux, des vitamines (C, B et des bêta-carotènes) et des glucides. Elle ne contient par contre pas de lipides ni de protéines (ou en quantité très faible).

### Les céréales et les légumineuses
Cette catégorie d’aliments contient principalement des protéines végétales, des vitamines (B), des fibres et des minéraux. Elle ne contient par contre pas de lipides.

### Les sucres et produits sucrés
Cette catégorie d’aliments contient principalement des glucides (saccharose, glucose ou fructose).

### Les boissons
Cette catégorie d’aliments contient principalement des minéraux (calcium, magnésium, fer, sodium, potassium, fluor...) pour les eaux ; des glucides dans le cas des boissons sucrées ; de la théine (pour le thé) ou de la caféine (pour le café) ; de l’alcool pour les boissons alcoolisées.

## Évaluer la qualité nutritionnelle

Nutri-score A, B, C, D, E

Pour évaluer la qualité nutritionnelle d’un aliment on utilise le nutri-score, c’est un code pour le consommateur pour l’aider à consommer de meilleurs aliments. Dans le cadre de la loi de Santé de 2016, le gouvernement français a recommandé la mise en place d’une information nutritionnelle claire, visible, et facile à comprendre pour tous. Cette recommandation a pour but de faciliter la compréhension du tableau des valeurs nutritionnelles qui est obligatoire sur tous les aliments préemballés. Le nutri-score prend en compte la valeur énergétique des produits, teneur en graisses, acides gras saturé, glucides, sucres, protéines et sel pour 100 g ou 100 mL de produits. Toutes ces données vont être calculer et un score est obtenu. Suivant le score on peut le classer dans l’une des catégories. Les aliments sont repartis en 5 catégories de A, le plus favorable, à E le moins favorable.
Le nutri-score est complémentaire des recommandations du PNNS, qui recommande 5 fruits et légumes par jour, les produits sucrés, etc. Il va permettre au consommateur de comparer la qualité nutritionnelle d’un même produit suivant la marque. Le nutri-score est tout de même basé sur le volontariat des entreprises de l’agroalimentaire et des distributeurs.  
Pour aider les consommateurs à choisir au mieux leurs produits, des applications ont été mises en place comme Yuka et Open Food Facts. On retrouve sur ces plateformes de nombreux produits dont certains non référencés.

## Les aliments bio ont-ils une meilleure qualité nutritionnelle?
Entre 1992 et 2011, des chercheurs de l’université de Newcastle ont publié une méta-analyse dans le British Journal of Nutrition évaluant les différences nutritionnelles entre les aliments bio et conventionnels. Cette étude est basée sur 17 333 références, en prenant en compte 182 paramètres.
Elle révéla que les aliments bio contenaient en moyenne 60 % d’antioxydants en plus que les aliments conventionnels (particulièrement pour les fruits) mais également 25 % de glucides, 95 % de molybdène, 5 % de zinc et 4 % de magnésium en plus et une quantité supérieure de vitamine C.
Cependant, ce n’est pas le cas de tous les micro et macronutriments. En effet, les aliments bio contiendraient en moyenne 59 % de chrome en moins que les aliments conventionnels mais également 8 % de Manganèse, 30 % de nitrates, 15 % de protéines et 8 % de fibres en moins et une quantité inférieure de vitamine E. Les résidus de pesticides seraient 4 fois moins importants dans les produits bio, et les résidus de cadmium 48 % inférieurs.
Dans la communauté scientifique, il n'est pas actuellement tenu pour prouvé que « manger bio » apporterait un bénéfice pour la santé.